# Neuvy-en-Champagne
Neuvy-en-Champagne là một xã thuộc tỉnh Sarthe trong vùng Pays-de-la-Loire phía tây bắc nước Pháp. Xã này có diện tích 14,9 km2, dân số năm 2006 là 368 người.
Sông Vègre tạo thành một phần ranh giới phía tây thị trấn. Xã nằm ở hữu ngạn sông Neuvy, một nhánh sông Vègre.